# Paralabella murrayi
Paralabella murrayi ist eine kaum erforschte Ohrwurmart, die auf der zur Australien gehörenden Weihnachtsinsel im Indischen Ozean endemisch ist. Sie ist nur von wenigen Exemplaren bekannt, die Ende des 19. Jahrhunderts gesammelt wurden. Über ihren Lebensraum und ihre Lebensweise ist nichts bekannt. Das Artepitheton ehrt den britischen Ozeanographen John Murray (1841–1914).

## Merkmale
Die bekannten Exemplare von Paralabella murrayi weisen, einschließlich der Zangen, Körperlängen von 10,5 bis 12 mm auf. Die Art ähnelt in ihrer Färbung Paralabella curvicauda. Der Kopf, das Pronotum, die Tegmina und die Flügel sind bräunlich-schwarz. Die Antennen sind dunkelbraun. Die Beine sind hellbraun, die Femora sind weitgehend dunkel und das Abdomen ist rötlich. Die punktförmige Cuticula ist behaart. Der breite Kopf ist gedrückt. Die Frontalnaht hinter der Frons und die Coronalnaht sind schwach ausgeprägt. Die seitlichen Ränder hinter den Augen sind gerade. Die hinteren und seitlichen Winkel sind rundlich. Die hinteren Ränder sind gewölbt. Die Augen sind klein. Das erste Antennenglied ist kürzer als der Abstand zwischen den Antennenbasen. Das zweite Antennenglied ist quadratisch, das dritte ist lang. Das kleine Pronotum ist länger als breit. Die parallel verlaufenden Seitenränder sind gerade. Der Hinterrand des Pronotums ist rundlich. Es ist eine mittlere Längsfurche vorhanden. Die Tegmina und die Flügel sind gut entwickelt. Das Abdomen ist klein und spindelförmig. Das äußerste Tergit ist schräg, dessen Hinterrand ist dreifach ausgebuchtet. Das Pygidium  ist versteckt. Beide Zangen sind gerade, elliptisch im Grundprofil und zylindrisch an der Spitze. Die Innenränder haben zwei oder drei kleine Höcker.

## Systematik
Paralabella murrayi wurde im Jahr 1900 von William Forsell Kirby als Labia murrayi erstbeschrieben. 1989 stellte Henrik Steinmann die neue Gattung Paralabella auf und klassifizierte Paralabella murrayi als Vertreter dieser Gruppe. Die ebenfalls von Kirby beschriebenen Taxa Labia indistincta, Labia subserrata und Labia incerta gelten als Synonyme für Paralabella murrayi.

## Gefährdung und Schutz
Paralabella murrayi ist gegenwärtig nicht von der IUCN erfasst. Diese Ohrwurmart gilt seit ihrer Entdeckung Ende des 19. Jahrhunderts als verschollen.